# 長野県道237号米川飯田線
長野県道237号米川飯田線（ながのけんどう237ごう よねがわいいだせん）は、長野県飯田市を走る一般県道である。

## 概要

### 路線データ
- 陸上距離：○○m[要検証 – ノート]
- 起点：飯田市大字千代字米川（長野県道83号下条米川飯田線交点）
- 終点：飯田市駄科（駄科交差点、国道151号交点）

## 交差・接続する道路
- 飯田市大字千代字米川（起点）
  - 長野県道83号下条米川飯田線
- 飯田市龍江
  - 長野県道492号天竜峡停車場下平線
  - 長野県道1号飯田富山佐久間線
- 飯田市時又
  - 長野県道233号時又中村線
- 飯田市・駄科交差点（終点）
  - 国道151号